# Wilhelm Gaus
Wilhelm Karl Friedrich Gaus (* 26. Oktober 1876 in Braunschweig; † 20. November 1953 in Gut Schmalzhof bei Starnberg) war ein deutscher Chemiker. Von 1931 bis 1937 leitete er die BASF.

## Leben und Werk
Sein Vater Wilhelm Gaus (1847–1916) war Postdirektor baeuerlicher Herkunft aus Niedersachsen. Seine Mutter Anna Ternedde (1851–1934) stammte aus Seesen.
Einem 1896 begonnenen Studium der Chemie in Braunschweig, Berlin und Breslau folgte 1900 die Promotion zum Dr. phil. Seine akademischen Lehrer in Breslau waren Richard Abegg und Albert Ladenburg. Er absolvierte seinen Militärdienst und war als Privatassistent Abeggs tätig, bevor er 1902 als Physikochemiker zur BASF nach Ludwigshafen wechselte. Bis zum Jahre 1910 gelang ihm bei der Erweiterung der Indigosynthese die rationalisierte Herstellung wichtiger Vorstufen und Hilfsstoffe. Er wurde Leiter der Stickstoffabteilung und Stellvertreter Carl Boschs. An dessen Projekt der Ammoniaksynthese hatte Gaus wichtigen Anteil. Nach Ende des Ersten Weltkriegs schlossen sich mehrere große deutsche Chemieunternehmen zur I.G. Farbenindustrie AG zusammen. In der Folge übernahm Gaus im Konzern Leitungsfunktionen, insbesondere in der Entwicklung neuer Forschungs- und Produktionsbereiche. Im Jahre 1931 wurde ihm die Leitung der BASF übertragen. Im selben Jahr wurde er von der Universität Karlsruhe mit der Verleihung des Dr.-Ing. E. h. geehrt. Gaus wechselte 1937 in den Aufsichtsrat der I. G. Farben. Sein Nachfolger als Leiter der BASF wurde NSDAP-Mitglied Carl Wurster. Gaus galt als scharfer Kritiker der NS-Regierung.
Ende 1937 haben mit Gaus sieben weitere Mitglieder den Vorstand der IG Farben verlassen. Im gleichen Jahr hat sich Gaus mit seiner Frau Lina auf Gut Schmalzhof zurückgezogen.

## Schriften
- Ammoniak-Partialdrucke über ammoniakalischen Metallsalzlösungen, ein Beitrag zur Elektroaffinitätstheorie, Dissertation Breslau 1900
- Über den Einfluß von Neutralsalzen auf die Tension des Ammoniaks aus wäßriger Lösung, Zeitschrift für anorganische Chemie 25, 1900, S. 236ff.